# Slag bij de Boven-Baetis
De Slag bij de Boven-Baetis werd uitgevochten in 211 v.Chr. tussen een Carthaags leger geleid door Hasdrubal Barkas (broer van Hannibal) en een Romeins leger, geleid door Publius Cornelius Scipio I en zijn broer Gnaeus. Het directe resultaat was een Carthaagse overwinning, waarin beide broers werden gedood. Tot deze nederlaag hadden de broers wel zeven jaar (218-211 v.Chr.) in Hispania Carthaagse troepen vastgehouden die anders Hannibal in Italië hadden kunnen versterken in zijn strijd tegen de Romeinen. De gevechten, die plaatsvonden in Castulo en Ilorca in het zuiden van Hispania Tarraconensis, waren de enige die door de Carthagers gewonnen werden tijdens de Tweede Punische Oorlog door andere bevelhebbers dan Hannibal.

## Strategische situatie
Na de nederlaag van Hasdrubal Barca in de slag bij Dertosa (het huidige Tortosa, net ten noorden van de delta van de Ebro) in de lente van 215 v.Chr., hadden de Romeinen hun gebieden ten noorden van de Ebro veilig gesteld. Vervolgens wonnen ze enkele Iberische stammen voor hun zaak, terwijl ze invallen deden in de Carthaagse landen ten zuiden van de Ebro, met in 214 v.Chr. als verste punt Saguntum, onder leiding van Scipio. Zowel de Romeinen als de Carthagers versloegen de stammen die weerstand boden. De Scipio's kregen geen versterkingen vanuit Italië, waar Hannibal de Romeinen de ene nederlaag na de ander toebracht.
Hasdrubal daarentegen kreeg versterking van twee legers, geleid door zijn jongere broer Mago Barca en Hasdrubal Gisco. Deze legers leverden tussen 215 en 211 v.Chr. verscheidene onbesliste slagen tegen de gebroeders Scipio. Uiteindelijk was de situtatie stabiel genoeg voor Hasdrubal Barca om naar Africa toe te gaan, om de opstand van Syphax, een Numidische koning, neer te slaan in 212 v.Chr.. Hasdrubal Barca keerde laat in 212 v.Chr. terug in Spanje en bracht 3.000 Numidiërs met zich mee onder leiding van Masinissa, de toekomstige koning van Numidië.
In Italië was het Hannibal gelukt om Capua en Tarente te veroveren en de gebieden Lucania, Calabrië en Apulië onder controle te houden. De Romeinen hadden echter verscheidene steden heroverd en belegerden Capua en Syracuse.

## Voor de slag
De gebroeders Scipio hadden 20.000 Iberische huursoldaten om hun leger van 30.000 infanteristen en 3.000 cavaleristen aan te vullen. Ze merkten op dat de Carthaagse legers zich apart van elkaar opstelden, met Hasdrubal Barca en 15.000 man nabij Amtorgis, en Mago Barca, Hasdrubal Gisco met 10.000 man ten westen van Hasdrubal. De gebroeders Scipio besloten daarom hun legers te splitsen. Publius Cornelius besloot met 20.000 Romeinen en geallieerde soldaten Mago Barca aan te vallen, nabij Castulo, terwijl Gnaeus Scipio een dubbel legioen nam (10.000 troepen) en de huurtroepen en Hasdrubal Barca aanviel. Dit leidde tot twee veldslagen, die een paar dagen na elkaar plaatsvonden: de slag bij Castulo en de slag bij Ilorca, enkele honderden kilometers ten westen van Cartagena.
Gnaeus Scipio kwam als eerste aan bij zijn doel. Hasdrubal Barca had echter de troepen van Masinissa en Indibilis, een bondgenootschappelijk Iberisch stamhoofd, opdracht gegeven om zich aan te sluiten bij Mago nabij Castulo. Hasdrubal Barca hield Gnaeus Scipio tegen, terwijl hij zelf in zijn versterkte kamp bleef. Hij kreeg het toen voor elkaar dat de Iberische huurtroepen van Gnaeus deserteerden.

## De slag bij Castulo
Publius Cornelis werd tijdens zijn opmars naar Castulo door Massinissa's Numidische lichte cavalerie dag en nacht lastiggevallen. Toen hij hoorde dat Indibilis met zijn 7.500 Iberiërs via zijn beoogde ontsnappingsroutes naar hem opmarcheerde, besloot Publius Scipio deze Iberische stamleider aan te vallen om een omsingeling te voorkomen. Hij liet 2.000 soldaten onder leiding van Tiberius Fonteus achter in zijn kamp en marcheerde de hele nacht door. Hij kreeg Indibilis en zijn mannen 's ochtends bij verrassing te pakken. Met 18.000 tegen 7.500 soldaten waren de Romeinen in het voordeel en het leek erop dat hij ging winnen. De Iberiërs wisten de Romeinen echter lang genoeg van zich af te houden, tot de aankomst van Masinissa; Scipio had gehoopt op tijd met Indibilis afgerekend te hebben, maar dat mislukte dus.
Terwijl de Numidische cavaleristen in de flanken opdrongen, liep Romeinse aanval geleidelijk vast. Toen ook Mago en Hasdrubal Gisco arriveerden met hun legers, moesten de Romeinen eindelijk, na een grimmige strijd, de aftocht blazen, waarbij ze Publius Scipio dood op het veld achter lieten. Mago gaf de Numidiërs genoeg tijd om de doden te plunderen voordat hij met zijn leger verder trok richting Hasdrubal Barca's positie. Slechts een handvol Romeinse overlevenden konden hun kamp bereiken.

## Slag bij Ilorca
Gnaeus Scipio was zijn numerieke overwicht kwijt door het deserteren van zijn huurlingen. Hoewel hij niet wist dat zijn broer gedood was, besloot Gnaeus na de aankomst van Mago en Hasdrubal met hun legers naar Noord-Spanje te trekken. De Romeinen vertrokken die avond naar de Ebro uit hun kamp en lieten de vuren branden. De Numidiërs vonden hen de volgende dag. Hun aanvallen drongen de Romeinen terug naar een heuveltop nabij Ilorca. Het hoofdmacht van het Carthaagse leger arriveerde tijdens de nacht. In hun wanhoop probeerden de Romeinen een verdedigingsmuur te maken met tassen en sandalen, omdat de grond te hard was om te graven. De Carthagers kwamen hier makkelijk overheen en Gnaeus werd gedood in het gevecht, waarbij ook het grootste deel van zijn leger werd vernietigd.

## Nasleep
De Romeinse overlevenden vluchtten noordwaarts over de Ebro, waar zij een leger van 8.000 man bij elkaar sprokkelden. De Carthagers ondernamen geen georganiseerde poging met hen af te rekenen, waarna zij versterkingen naar Hannibal Barca in Italië zouden kunnen sturen. Daarom kon Hannibal niet voorkomen dat de Romeinen Capua in het cruciale jaar 211 v.Chr. innamen.
Rome zond eind 211 v.Chr. wel zo'n 10.000 troepen ter versterking naar Hispania onder leiding van Claudius Nero. Nero boekte geen grote overwinningen, terwijl de Carthagers geen serieuze pogingen deden de Romeinen uit Hispania te verdrijven. Na de aankomst in Hispania van Publius Cornelius Scipio Africanus maior, die toen nog gewoon Scipio junior was, nl. de zoon van de gesneuvelde Publius Cornelius Scipio, met nog eens 10.000 troepen in 210 v.Chr., zou het tij ten gunste keren van de Romeinen in Hispania.